# Варење
Варење је разлагање великих нерастворних молекула хране у води растворне молекуле хране тако да се они могу апсорбовати у водену крвну плазму. У појединим организмима, ове мање супстанце се апсорбују кроз танка црева у крвни систем. Варење је форма катаболизма која се обично дели у два процеса на бази тога како се храна разлаже: механичко и хемијско варење. Термин механичко варење се односи на физичко разлагање великих комада у мање комаде којима накнадно могу приступити ензими варења. При хемијском варењу, ензими разлажу храну у мале молекуле које тело може да користи.
У људском дигестивном систему, храна се уноси кроз уста и механичко варење хране почиње путем жвакања, облика механичког варења, и влажењем пљувачком. Пљувачка, течност коју излучују пљувачне жлезде, садржи пљувачну амилазу, ензим који почиње варење скроба у храни; пљувачка исто тако садржи слуз, која „подмазује“ храну, и хидроген карбонат, који пружа идеалне pH услове (алкалне) за амилазно дејство. Након мастикације и разлагања скроба, храна је у облику малих заобљених комада муљне масе зване болус. Она се затим креће низ једњак и у желудац посредством перисталтика. Желудачна киселина у желуцу започиње варење протеина. Желудачни сок углавном садржи хлороводоничну киселину и пепсин. Како те две хемикалије могу да оштете желудачне зидове, желудац излучује слуз, која ствара слузави слој који делује као штит против штетних ефеката хемикалија. Упоредо са варењем протеина долази до механичког мешања посредством перисталтика, који су таласи мишићних контракција који се крећу дуж желудачног зида. Овим се маса хране додатно меша са дигестивним ензимима.
Након неког времена (типично 1–2 сата код људи, 4–6 сати код паса, 3–4 сати код кућних мачака), резултирајућа густа течност се назива химус. Кад се пилорни сфинктерски вентил отвори, химус улази у дванаестопалачно црево где се меша са дигестивним ензимима из гуштераче и жучним соком из јетре и затим прелази у танко црево, у којима се варење наставља. Кад је химус потпуно сварен, он се апсорбује у крвоток. 95% апсорпције нутријената се одвија у танком цреву. Вода и минерали се реапсорбују назад у крв у дебелом цреву, где је pH благо кисео у опсегу 5.6 ~ 6.9. Неки витамини, као што су биотин и витамин К које производе бактерије у дебелом цреву се исто тако апсорбују у крви у. Отпадни материјал се елиминише из ректума током дефекације.

## Систем за варење
Дигестивни системи могу да поприме многе форме. Постоји фундаментална разлика између унутрашњег и спољашњег варења. Спољашње варење је развијено раније у еволуционој историји, и већина гљива се још увек ослања на њега. У том процесу, ензими се излучују у средину која окружује организам, где они разлажу органски материјал, и неки од продуката се дифузијом преносе у организам. Животиње имају црево (гастроинтестинални тракт) у коме се одвија унутрашње варење, што је ефикасније пошто се већа количина продуката разлагања може обухватити, и унутрашње хемијско окружење се може ефикасније контролисати.
Неки организми, укључујући скоро све пауке, једноставно излучују биотоксине и дигестивне хемикалије (нпр., ензиме) у екстрацелуларно окружење пре гутања консеквентне „супе“. Код других, након што су потенцијални нутријенти или храна унутар организма, варење се може спровести у везикулама или структури која наликује кеси, кроз цев, или кроз неколико специјализованих органа намењених поспешивању апсорпције нутријената.

### Секрециони системи
Бактерије користе неколико система за добављање нутријената из других организма из окружења.

#### Систем каналног транспорта
У каналном транспортном систему, неколико протеина формира непрекидни канал који пролази кроз унутрашње и спољашње мембране бактерија. То је једноставан систем, који се састоји од само три протеинске подјединице: АБЦ протеина, мембранског фузионог протеина (MFP), и протеина спољашње мембране (OMP). Овај секрециони систем транспортује разне молекуле, од јона и лекова, до протеина разних величина (20 – 900 kDa). Излучени молекули варирају по величини од малог Escherichia coli пептида количина V, (10 kDa) до Pseudomonas fluorescens ћелијског адхезионог протеина LapA са 900 kDa.

### Молекуларни шприц
Секрециони систем типа три представља систем са молекуларним шприцом који бактерија користи (нпр. поједини типови Salmonella, Shigella, Yersinia) за унос нутријената у ћелије протиста. Један такав механизам је први пут откривен код Y. pestis и показано је да токсини могу да буду убризгани директно из бактеријске цитоплазме у цитоплазму њихове ћелије домаћина уместо да једноставно буду излучени у екстрацелуларни медијум.

#### Конјугациона машинерија
Конјугациона машинерија неких бактерија (и архајских флагела) има способност транспортовања ДНК и протеина. То је откривено код Agrobacterium tumefaciens, који користи тај систем за увођење Ti плазмида и протеина у домаћина, који развија крунски гал (тумор). VirB комплекс Agrobacterium tumefaciens је прототипски систем.
Азотофиксатори врсте Rhizobia су један интересантан случај. Код њих конјугативни елементи природно учествују у конјугацији између царстава. Такве компоненте као што су Agrobacterium Ti или Ri плазмиди садрже генски материјал који могу да пренесу у биљне ћелије. Пренесени гени улазе у једро биљне ћелије и ефективно трансформишу биљне ћелије у фабрике за продукцију опина, који бактерија користи као извор угљеника и енергије. Инфектиране биљне ћелије формирају крунски гал или коренске туморе. Ti и Ri плазмиди су стога ендосимбиоти бактерија, који су исто тако ендосимбиоти (или паразити) заражене биљке.
Ti и  плазмиди су сами конјугативни. Ti и Ri трансфер између бактерија користи један систем који је независтан (tra, или трансфер, оперон) од оног за трансфер међу царствима (vir, или вируленција, оперон). Такав трансфер ствара вирулентне лозе из раније авирулентног Agrobacteria.

#### Ослобађање везикула спољашње мембране
Осим употребе мултипротеинских комплекса наведених горе, Грам-негативне бактерије поседују још један метод за отпуштање материјала: формирање спољно мембранских везикула. Порције спољашње мембране се наборају, формирајући сферне структуре које се састоје од липидног двослоја који окружује периплазмичне материјале. За везикуле из бројних бактеријских врста је утврђено да садрже факторе вируленције, неки од којих имају имуномодулаторне ефекте, а неки могу да директно приону и интоксикују ћелије домаћина. Док је отпуштање везикула демонстрирано као генерални респонс на стресне услове, постоје индикације да је процес везивања преносних протеина селективан.

### Гастроваскуларна шупљина
Гастроваскуларна шупљина функционише као стомак у варењу и дистрибуцији хранљивих материја за све делове тела. Екстрацелуларно варење се одвија унутар те централне шупљине, која је обложена са гастродермисом, унутрашњим слојем епитела. Ова шупљина има само један отвор према споља који функционише као уста и анус: отпад и несварена материја се излучују кроз уста/анус, што се може описати као некомплетан гастроинтестинални тракт.
Код биљки као што је венерина мухоловка која може да ствара своју сопствену храну путем фотосинтезе, не долази до конзумације и варења плена из традиционалних разлога сакупљања енергије и угљеника, него се плен првенствено користи за екстракцију есенцијалних хранљивих материја (нарочито азота и фосфора) који су у недостатку у њеном мочварном, киселом станишту.

### Фагозом
Фагозом је вакуола формирана око честице апсорбоване фагоцитозом. Везикула се формира фузијом ћелијске мембране око честице. Фагозом је ћелијски компартман у коме патогени микроорганизми могу да буду убијени и сварени. Фагозоми се стапају са лизозомима током процеса њихове матурације, формирајући фаголизозоме. Код људи, Entamoeba histolytica може да фагоцитозира црвена крна зрнца.

### Специјализовани органи и понашања
Да би помогли варење своје хране животиње су еволуирале органе као што су кљунови, језици, зуби, вољка, желудац, и други.

#### Кљун
Птице имају коштане кљунове који су специјализовани у складу с њиховом еколошком нишом. На пример, аре углавном једу семење, орахе и воће, користећи своје импресивне кљунове да отворе чак и најчвршће семе. Оне прво загребу танку линију са оштром врхом кљуна, и затим отварају семе притискањем на једној од страна свог кљуна.
Уста лигње садрже оштри рогасти кљун формиран од унакрсно повезаних протеина. Он се користи за убијање и комадање плена у комаде подесне за гутање. Кљун је веома робустан, али не садржи минерале, за разлику од зуба и вилица многих других организама, укључујући морске врсте. Кљун је једини не сварљиви део лигње.

#### Језик
Језик је скелетни мишић на дну уста којим се манипулише храна при жвакању (мастикацији) и гутању (деглутицији). Он је сензитиван и одржава се влажним помоћу пљувачке. Доња страна језика је прекривена са глатком слузокожом. Језик исто тако има осећај додира ради лоцирања комада хране који захтевају даље жвакање. Језик се користи за ваљање комада хране у болусе пре него што се транспортују низ једњак до перисталтика.
Сублингвални регион испод врха језика је лоциран на месту где је орална слузокожа веома танка и испод које се налази сплет вена. То је идеална локација за увођење појединих лекова у тело. Сублингуална рута искориштава предност од високо васкуларног квалитета оралне шупљине, и омогућава брзу примену лекова у кардиоваскуларни систем, заобилазећи гастроинтестинални тракт.

#### Зуби
Зуби (једнина зуб) ус мале беличасте структуре присутне у вилицама (или устима) многих кичмењака који се користе за кидање, гребање, сисање и жвакање хране. Зуби се не састоје од кости, него од ткива варирајуће густине и чврстине, као што је глеђ, дентин и цемент. Људски зуби имају крвни и нервни приступ чиме се омогућава проприоцепциј. То је способност сензације при жвакању, на пример ако се загризе нешто сувише тврдо за зуб, као што је комадић окрњеног тањира помешан са храном, зуби шаљу поруку мозгу тако да се жвакање зауставља.
Облици, величина и број типова животињских зуба је повезан са исхраном. На пример, биљоједи имају бројне кутњаке који се користе за млевење биљног материјала, који се тешко може сварити. Месоједи имају очњаке који се користе за убијање и кидање меса.

#### Вољка
Вољка, или круп, је танкозидни проширена порција цревног тракта која се користи за отпремање хране пре варења. Код неких птица то је проширена, мишићава врећица у близини једњака или грла. Код одраслих голуба, вољка може да производи зубно млеко за храњење ново излежених младунаца.
Поједини инсекти могу да имају војку или повећани једњак.

#### Сичуг
Биљоједи су током еволуције развили слепа црева (или абомасум у случају преживара). Преживари имају предњи стомак са четири коморе. То су бураг, ретикулум, омасум, и абомасум. У прве две коморе, бурагу и ретикулуму, храна се меша са пљувачком и издваја у слојеве чврстог и течног материјала. Чврсти садржај се сабија заједно и формира кад (или болус). Маса се затим враћа у уста, бива споро жвакана чиме се потпуно измеша са пљувачком разлаже се у мале честице.
Влакна, посебно целулоза и хемицелулоза, се првенствено разлажу у испарљиве масне киселине, сирћетну киселину, пропионску киселину и бутерну киселину у тим коморама (ретикуло-руменским) посредством микроба: (бактерија, протозоа, и гљива). У омасуму, вода и многи неоргански елементи се апсорбују у крвоток.
Абомасум је четврти и финални компартман стомака код преживара. Он је блиско еквивалентан моногастричном стомаку (нпр., оном код људи или свиња), и дигеста се овде трансформише на веома сличан начин. Он служи превасходно као место за киселу хидролизу микробног и дијетарног протеина, чиме се ти протеински извори припремају за даље варење и апсорпцију у танком цреву. Дигеста се коначно премешта у танко црево. Микробима произведени ретикуло-румен се исто тако вари у танком цреву.

#### Специјализована понашања
Регургитација је горе поменута у контексту abomasumа и војке, као и секреције млека из војске код голуба са којим родитељи хране своје младе.
Многе ајкуле имају способност превртања свог стомака наопачке и да га изврну из уста како би се ослободили нежељеног садржаја (што се можда развило као начин редуковања излагања токсинима).
Друге животиње, као што су кунићи и глодари, практикују копрофагна понашања – конзумације специјализованих фекалије како би поново дигестирали храну, посебно у случају крмног биља. Капибаре, кунићи, хрчци и друге сродне врсте немају комплексан дигестивни систем, као на пример, преживари. Уместо тога он екстрахују више нутријената из траве тако што је пропуштају храну по други пут кроз стомак. Меке фекалне пелете делимично сварене хране се излучују и генерално конзумирају одмах. Они такође производе нормалне измете, које се не једу.
Млади слонови, панде, коале, и носорози једу фекалије њихових мајки, вероватно да би стекли бактерије које су им неопходне за варење вегетације. Након рођења њихова црева не садрже те бактерије (она су комплетно стерилна). Без тих бактерија, они не би могли да остваре било какву нутрициону добит из многих биљних компоненти.

### Дигестивни систем глиста
Дигестивни систем глиста се састоји од уста, ждрела, једњака, вољке, бунца, и црева. Уста су окружена јаким уснама, које делују као шака за узимање комада суве траве, лишћа, или корова, са деловима тла који им помоћу при жвакању. Усне разлажу храну у мање комаде. У ждрелу се храна влажи слузним секретом ради лакшег пролаза. Једњак додаје калцијум карбоната којим се неутрализују киселине формиране труљењем хране. До привременог накупљања хране долази у бојци где се храна и калцијум карбонат мешају. Моћни мишићи бунца муте и мешати масу хране и прљавштине. Кад се мешање заврши, жлезде у зидовима бупца додају ензиме у густу пасту, који помажу у хемијском разлагању органске материје. Путем перисталтика, смеђа се шаље до црева где пријатељске бактерије настављају хемијско разлагање. Тиме се ослобађају угљени хидрати, протеини, масноће, и разни витамини и минерали за апсорпцију у тело.

## Типови варења хране у животињском свету
У животињском свету постоје три типа варења хране: унутарћелијско, ванћелијско и мембранско. Код унутарћелијског варења ензими, помоћу којих се храна хемијски разграђује, луче се и делују у самој ћелији. Ћелија увлачи у себе хранљиве материје и пакује их у везикуле, које се спајају са органелама са ензимима за разлагање хране. Овај тип варења карактеристичан је за једноћелијске организме као сто су сунђери, неки мекушци и бодљокошци, као и за неке вишећелијске организме. Ванћелијско варење је карактеристично за црве, ракове, инсекте и све хордате, а обавља се деловањем ензима који се из ћелија жлезда (пљувачних или панкреаса, на пример) личе у лумен црева. Мембранско варење обављају ензими везани за мембране ћелија зида танког црева, који разлажу димере беланчевина и угљених хидрата на мономере, и то током њиховог преузимања из лумена црева у ћелије зида танког црева.

## Пут и разлагање хране у цревном тракту
Систем органа за варење, у виду мишићне цеви која се протеже од предњег дела трупа, карактеристичан је за сложеније бескичмењаке и све кичмењаке. Током еволуције дошло је до диференције мишићне цеви - цревног тракта на основу улоге у процесу варења хране. Тако се разликују делови за уношење и механичку обраду хране (усна дупља), за транспорт (једњак), за хемијско разлагање хране и апсорпцију продуката разлагања у крв (танко црево) и, на крају, за образовање и избацивање непотребних продуката варења (дебело црево).